# Kjóto
Kjóto (japonsky: 京都市; Kjóto-ši) je město v Japonsku s populací více než 1,5 milionu. Kjóto bylo dříve hlavním městem celého Japonska, dnes je hlavním městem prefektury Kjóto a současně je významnou částí souměstí Ósaka-Kóbe-Kjóto. Kjóto je známo také jako tisícileté hlavní město.

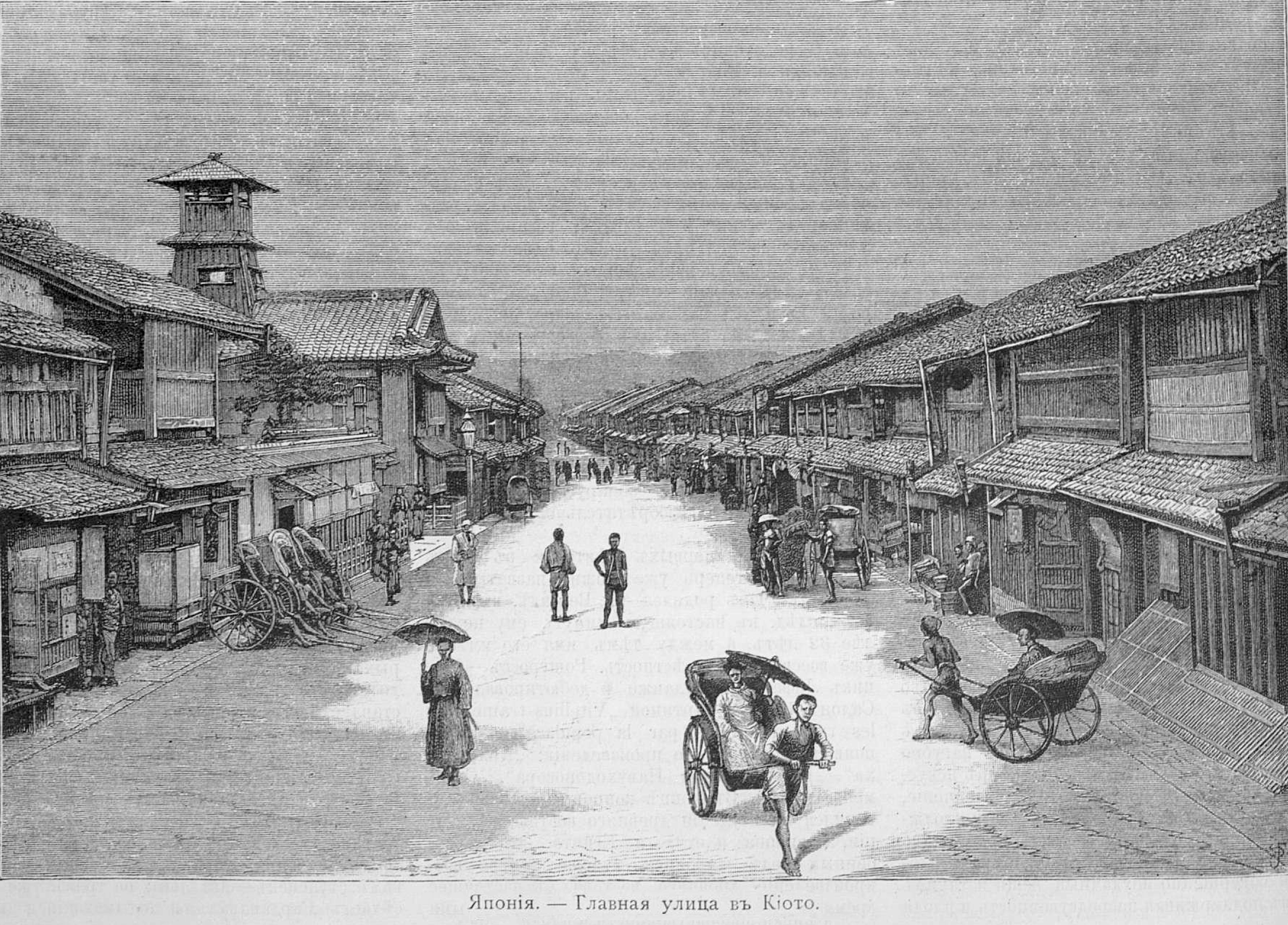
Kjóto, 1891

## Historie
Původně dostalo toto město jméno Heiankjó. Známo bylo v průběhu času i pod jmény Mijako (metropole), Saikjó (západní sídlo) a konečně od roku 1868 je toto významné kulturní, náboženské a správní centrum známo pod názvem Kjóto.

### Vznik
Bohaté archeologické nálezy dokládají, že oblast Kjóta začali lidé osídlovat již v paleolitu. Nezachoval se však dostatek záznamů o lidské činnosti v této oblasti před 6. stoletím, kdy, jak se všeobecně věří, byla založena svatyně Šimogamo.
Rok 794 se považuje za nejvýznamnější datum v japonské historii. V tomto roce založili obyvatelé ostrova Honšú s pomocí korejských přistěhovalců nové hlavní město a sídlo nového císaře Kammu (781–806). Nové císařské město bylo vystavěno podle čínského vzoru ve tvaru pravoúhelníků o délce 5 km a šířce 4,5 km. Na absolutní symetrii se dbalo také při stavbě nejrůznějších čtvrtí. Všechny ulice a kanály za hradbami města tvořily pravý úhel. Strohé rozvržení města však bylo rychle obměňováno bohatostí tvarů a barev staré japonské architektury, která se zde rozvíjela stovky let a učinila z města jednu z největších japonských pamětihodností.

### Novodobá historie
V roce 1945, na konci druhé světové války, se Kjóto ocitlo na seznamu měst, na která chtěly USA svrhnout atomovou bombu. Z tohoto seznamu bylo nakonec na popud ministra války Henryho L. Stimsona vyškrtnuto kvůli svému kulturnímu významu. Kjóto je i díky tomu jediné velké japonské město, kde je větší množství předválečných budov, jako jsou například mačija (tradiční městské domy).
Kjóto se 1. září 1956 stalo „městem z titulu vládního nařízení“ (tzn., že je de facto postaveno na úroveň prefektury). V roce 1997 se v Kjótu konala konference, která vyústila v přijetí dohody o snižování emisí skleníkových plynů. Na počest místa konání byla dohoda nazvána Kjótský protokol.

## Geografie

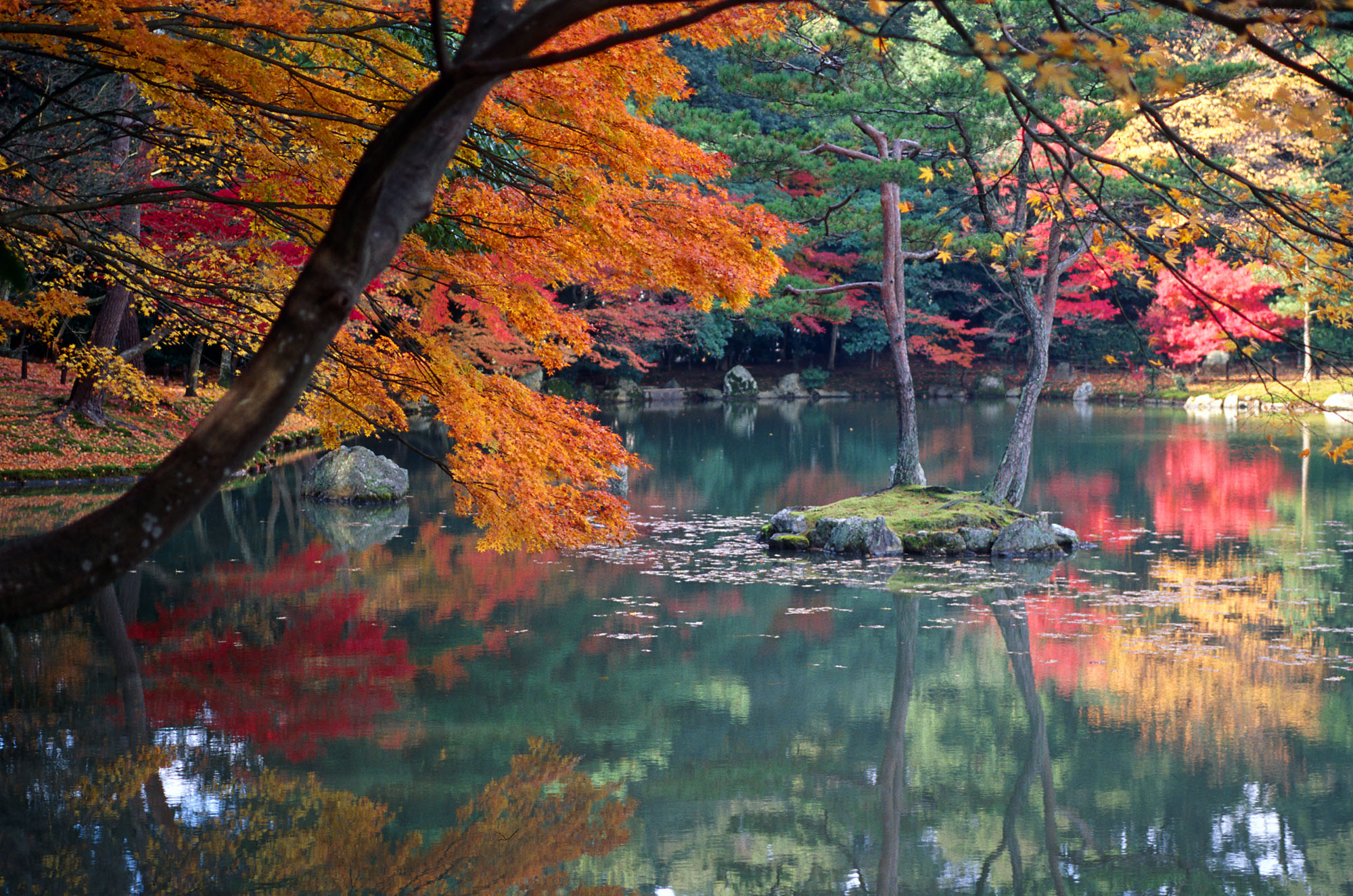
Podzim v Kjótu

Kjóto leží uprostřed západní části ostrova Honšú. Město je ze všech stran obklopeno horami, což způsobuje, že letní noci v Kjótu jsou proslulé svým bezvětřím a dusnem.
Rozvržení města bylo založeno na síťovém vzoru, který respektoval tradiční čínskou geomantii. Dnes se obchodní centrum nachází v jižní a střední části města; severní část je méně obydlená a uchovává si tak více uvolněnou atmosféru.

## Městské čtvrti
Kjóto má 11 čtvrtí (ku):
- Fušimi-ku 伏見区
- Higašijama-ku 東山区
- Kamigjó-ku 上京区
- Jamašina-ku 山科区
- Kita-ku 北区
- Minami-ku 南区
- Nakagjó-ku 中京区
- Nišikjó-ku 西京区
- Sakjó-ku 左京区
- Šimogjó-ku 下京区
- Ukjó-ku 右京区

## Obyvatelstvo
V roce 2003 byl odhadován počet obyvatel města na 1 466 163 a hustota osídlení 2 402,68 obyvatel na km². Celková rozloha města je 610,22 km².

## Kultura
Kjóto je považováno za kulturní centrum Japonska. Během 2. světové války byla japonská města těžce poničena spojeneckým bombardováním, pouze Kjóto a jeho 1600 buddhistických chrámů, 400 šintoistických svatyní, paláce, zahrady a architektura bylo ušetřeno. Díky tomu je dnes Kjóto jedním z nejlépe uchovaných měst v Japonsku. V Kjótu se nacházejí některé z nejznámějších chrámů, svatyň, paláců a zahrad v Japonsku, včetně:
- Kijomizu-dera, nádherný dřevěný chrám na svahu hory opírající se o systém pilířů,
- Kinkakudži, Zlatý pavilon,
- Ginkakudži, Stříbrný pavilon,
- Heian Džingú, šintoistická svatyně zasvěcená císařům Kammu a Kómei (postavená v roce 1895),
- Rjóandži, chrám proslavený svou kamennou zahradou,
- chrám Mjóšindži Šunkóin,
- Kjótský císařský palác, sídlo japonských císařů po mnoho staletí,
- císařský palác Kacura, jeden z pokladů japonské architektury,
- císařský palác Šúgaku-in, jedna z nejlepších ukázek japonské zahradní architektury

Mezi další významné lokality patří Arašijama a její malebné jezero, gejša okrsky Gion a Pontočó, Stezka mudrců a vodní kanály podél některých starých ulic.
Od roku 1994 jsou některé památky v Kjótu a jeho okolí zapsány na Seznam světového dědictví UNESCO pod názvem „Historické památky starobylého Kjóta (Kjóto, Udži a Ócu)“. Mezi tyto památky patří Svatyně Kamo (Kami a Šimo), chrámy Tódži (Kjó-ó-gokoku-dži), Kijomizu-dera, Daigodži, Ninnadži, Saihódži (Kokedera), Tenrjúdži, Rokuondži (Kinkakudži), Džišódži (Ginkakudži), Rjóandži, Hongandži, Kózandži a Hrad Nidžó. Na seznamu je i několik památek za hranicemi města.
Kjóto je v Japonsku známé svou pestrou etnickou kuchyní.
Obyvatelé Kjóta mluví dialektem japonštiny zvaným Kjóto-ben, ten je variantou Kansaiského dialektu používaného v západním Japonsku.

## Ekonomika
Turismus je důležitou součástí ekonomiky města. Díky velkému množství památek je město navštěvováno skupinami školáků z celého Japonska a také většinou zahraničních turistů, kteří přijedou do Japonska.
Průmysl je založen ponejvíce na malých továrnách a dílnách, z nichž většina produkuje tradiční japonské výrobky. Obzvláště známá je výroba Kjótských kimon - město stále zůstává hlavním centrem jejich výroby. V posledních letech ale odbyt tradičních výrobků stagnuje, což se projevuje na problémech, do kterých se místní firmy dostávají.

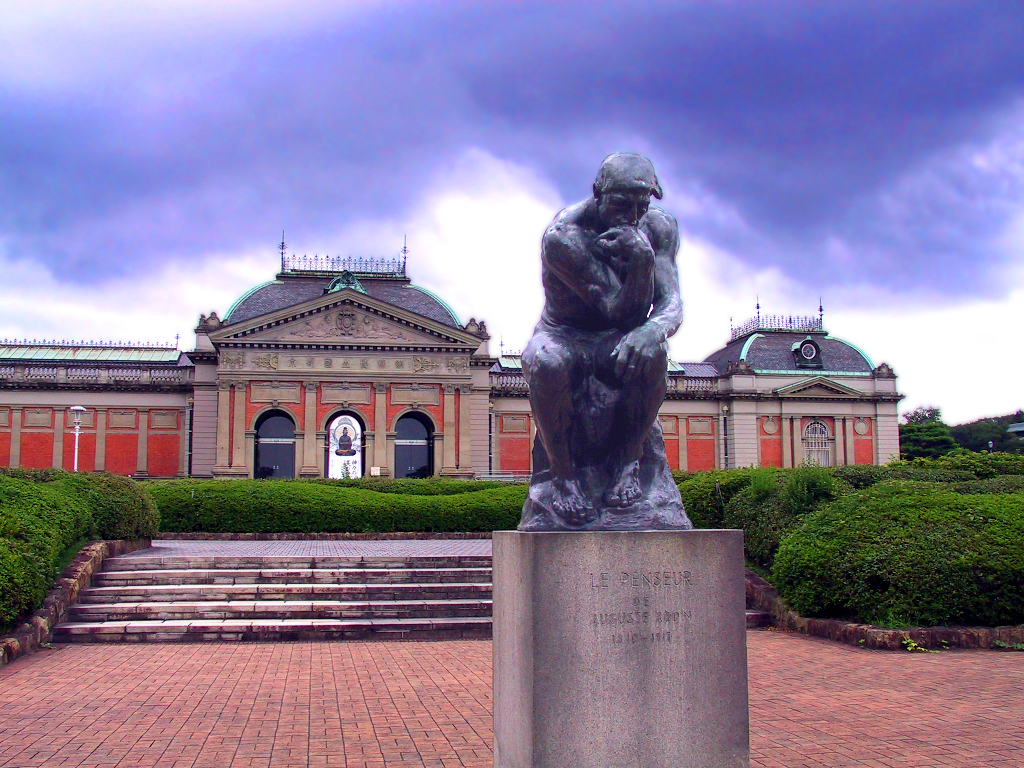
Myslitel od Augusta Rodina v Kjótském národním museu

Důležité místo v Kjótu zaujímá elektronický průmysl: ve městě mají ústředí společnosti Nintendo, OMRON Corporation, Kyocera (Kyoto Ceramic) Corporation a Murata Manufacturing. Oděvní gigant Wacoal Corporation také působí v Kjótu. Ovšem růst high-tech průmyslu nedokázal vyrovnat pokles průmyslu tradičního, a tak celkový Kjótský produkt relativně poklesl ve vztahu k produktu ostatních japonských měst.

## Vzdělávání

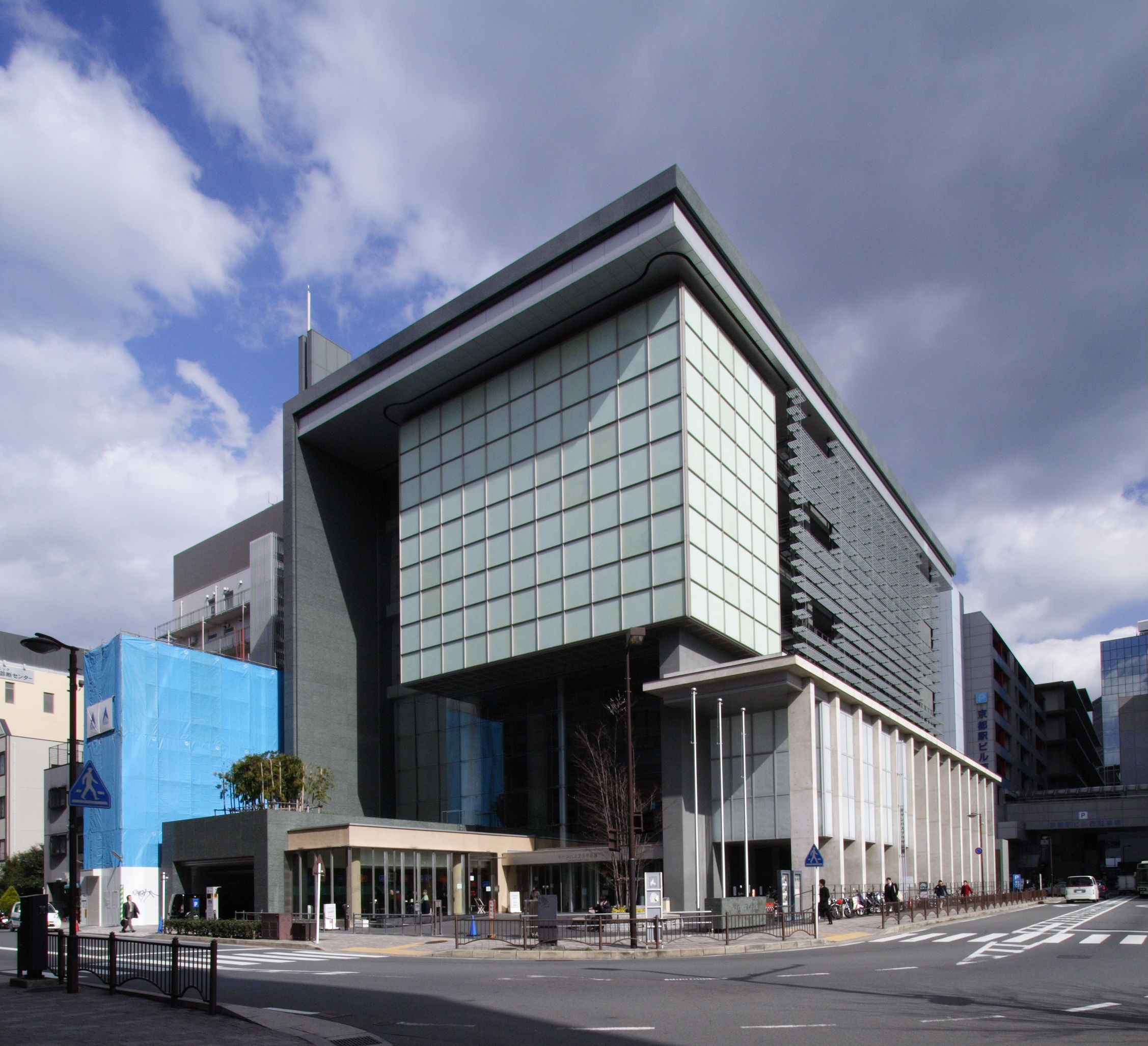
Budova Campus Plaza Kyoto, Kjóto

Kjóto je známé jako jedno z akademických center Japonska, sídlí v něm 40 institucí vyššího vzdělávání. Tři největší a nejznámější místní univerzity jsou Univerzita Dóšiša, Kjótská univerzita a Univerzita Ricumeikan. Kjótská univerzita je považována za jednu z nejlepších v Japonsku (vychovala několik držitelů Nobelovy ceny, např. Jukawu Hidekiho).
Kjóto má také unikátní síť vyššího vzdělávání zvanou Společenství univerzit v Kjótu, kterou tvoří tři národní, pět veřejných a 41 soukromých univerzit, čtyři další organizace a samo město.

## Doprava

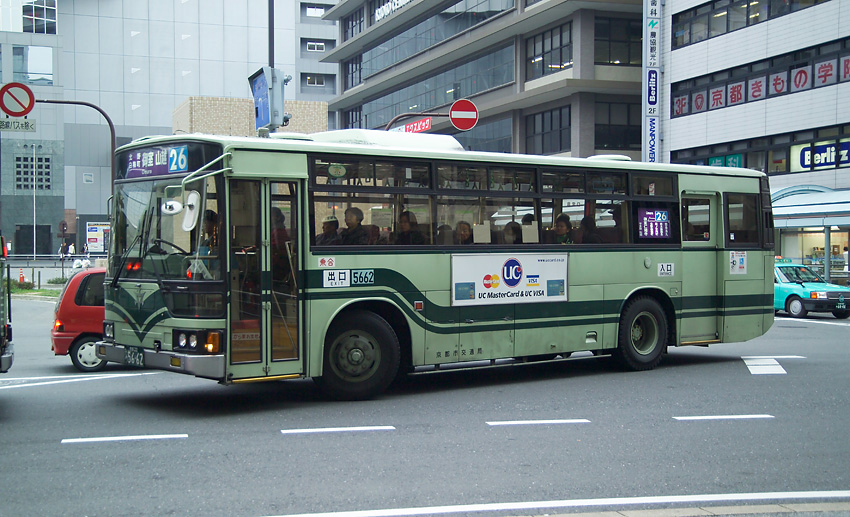
Typický Kjótský městský autobus

Mezinárodní letiště Kansai je od Kjóta vzdáleno 72 minut cesty vlakem (Haruka Express). Mnoho zahraničních návštěvníků přijíždí do Kjóta šinkansenem z Tokia, což trvá jen něco málo přes dvě hodiny. Levnější je využít autobus. Levnými cestují téměř výhradně Japonci, za dvojnásobnou cenu je možno využít extrémně luxusní spací autobus s polovičním počtem míst, využívají ho téměř výhradně turisté. Z města rovněž vedou běžné železniční spoje do dalších měst v regionu Kansai.
Městská doprava je tvořena systémem metra a autobusových linek. Většina turisticky zajímavých míst je od sebe značně vzdálena a autobus je nejvýhodnějším způsobem dopravy mezi nimi.
Vzhledem k tomu, že Kjóto leží v celkem rovinatém terénu, je pronájem kola jednou z praktických možností cestování po městě.
Autobusová jízdenka stojí 220 jenů (za jednu jízdu), celodenní jízdenka pak 600 jenů (bez omezení počtu jízd).
V centru Kjóta se ulice protínají v pravých úhlech. Mnoho hlavních ulic vedoucích od východu na západ má ve svém názvu číslovky, např. Nidžo a Sandžó (ni znamená dvě a san znamená tři). Kjótské nádraží leží na Hačidžó (hači znamená osm). Hlavní severo-jižní ulice mají názvy jako Karasuma nebo Horikawa. Metro má dvě linky - severo-jižní linku Karasuma a východo-západní linku Tozai.

## Festivaly
- Aoi Macuri
- Gion Macuri
- Džidai Macuri
- Gozan Okuribi

## Sport
Fotbalový klub Kjóto Purple Sanga hraje v druhé japonské lize J. League's Division 2 neboli J2. Kjóto nikdy nemělo vlastní klub v profesionální baseballové lize, a tak nedaleký klub Hanšin Tigers hraje několikrát do roka na místním stadionu utkání na „neutrální půdě“.

## Partnerská města
- Boston, USA
- Čching-tao, Čína
- Čindžu, Jižní Korea
- Florencie, Itálie
- Guadalajara, Mexiko
- Hue, Vietnam
- Istanbul, Turecko
- Kolín nad Rýnem, Německo
- Paříž, Francie
- Praha, Česko
- Si'an, Čína
- Váránasí, Indie
- Vientiane, Laos
- Záhřeb, Chorvatsko

## Fotogalerie

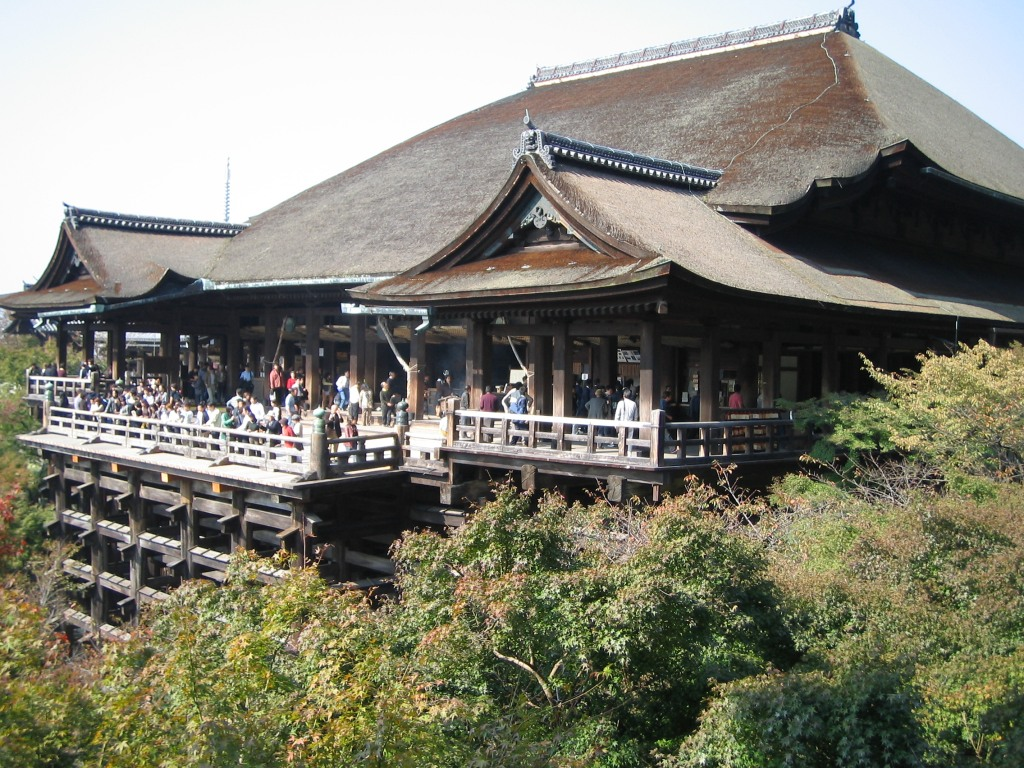
Chrám Kijomizu-dera na dřevěných pilířích
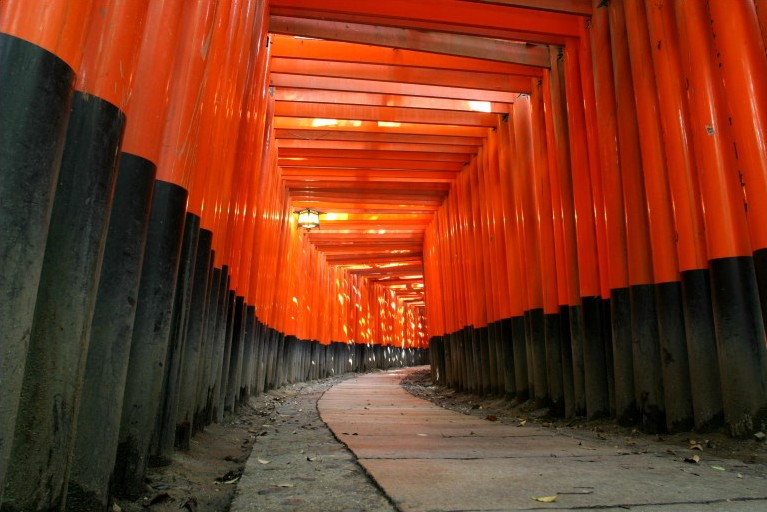
Cesta tvořená bránami torii u svatyně Fušimi Inari
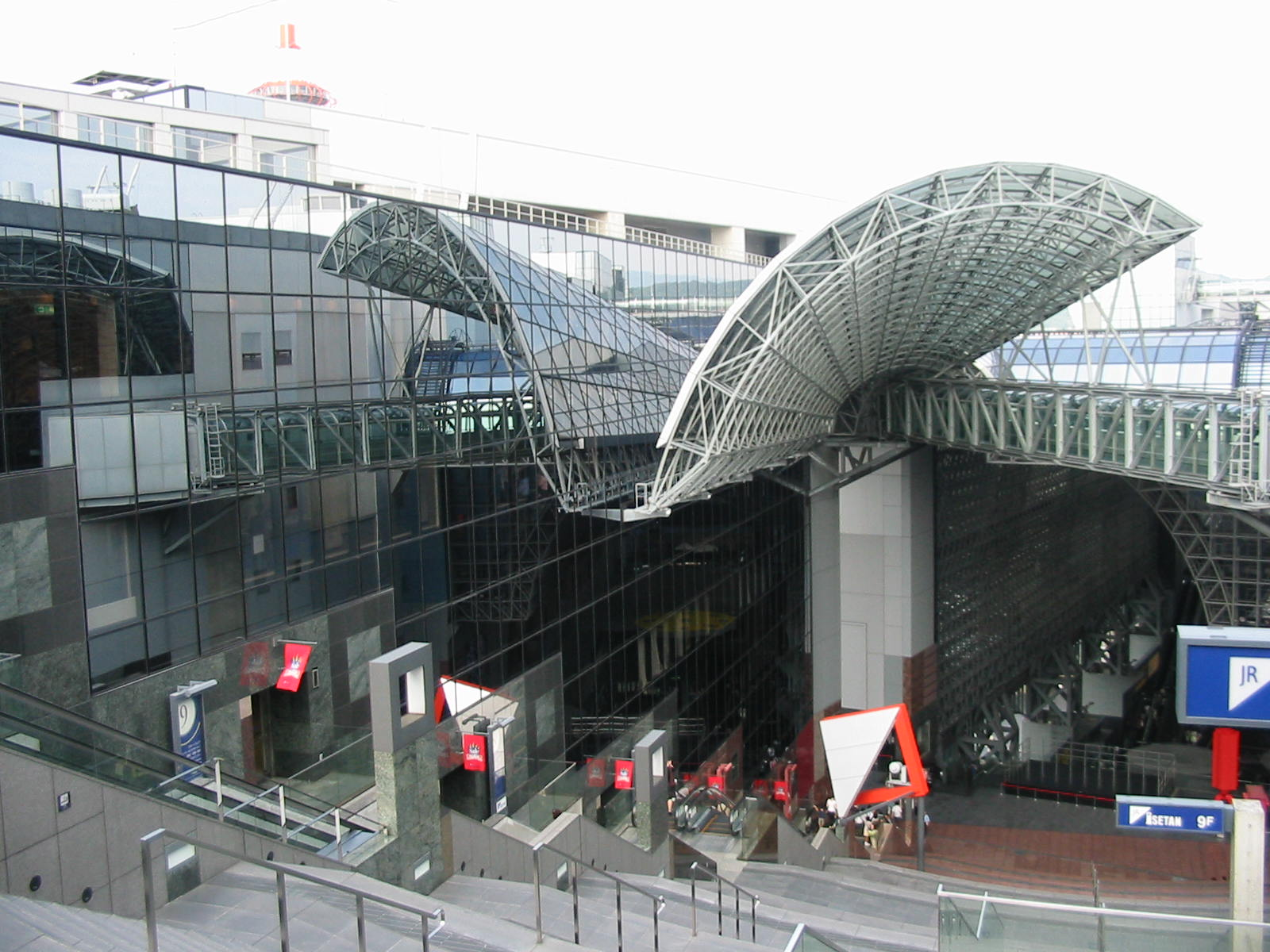
Kjótské nádraží
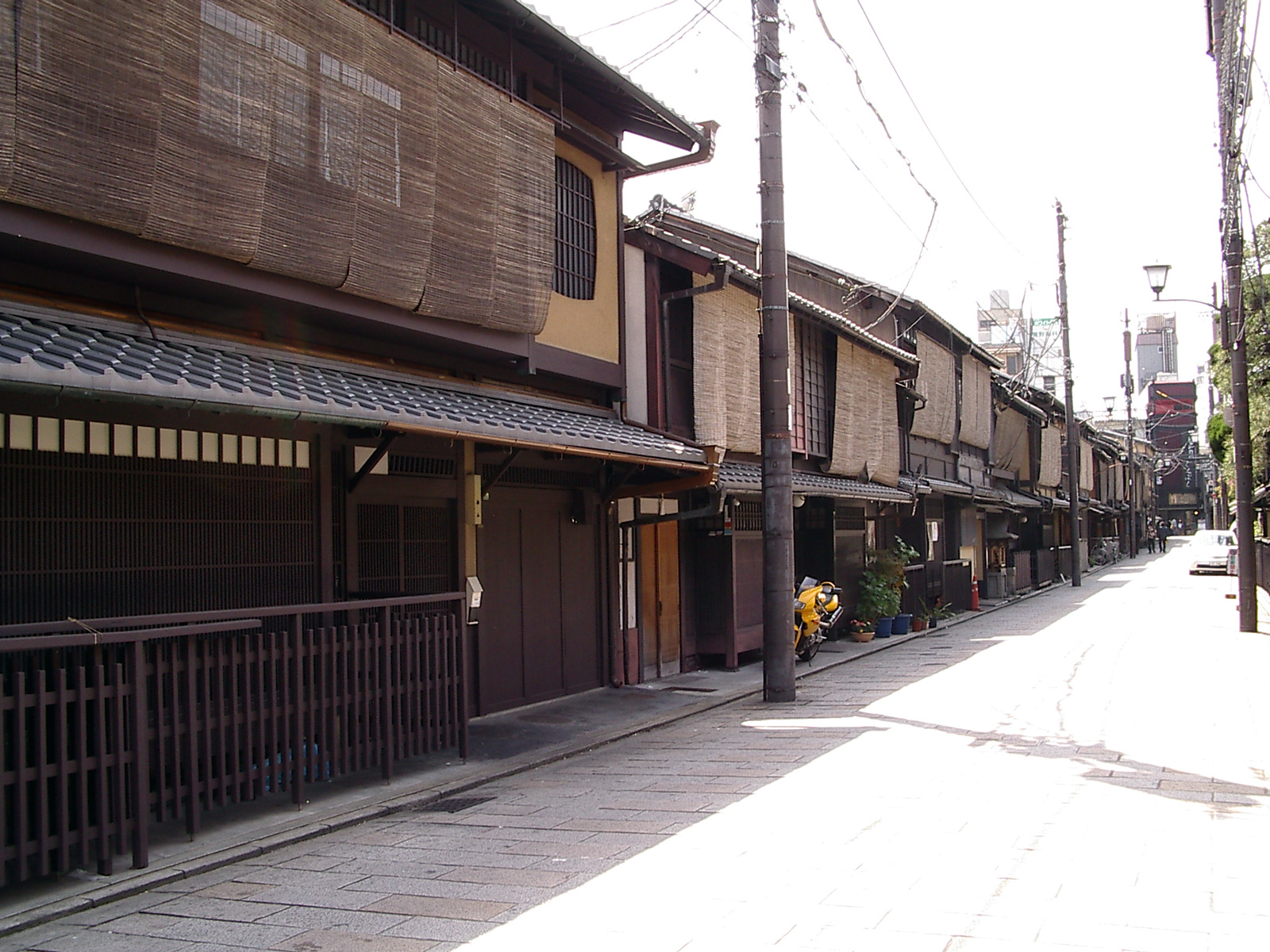
Ulice ve čtvrti Gion